# Morti nel 1160
| Questa pagina contiene informazioni ricavate automaticamente dalle voci biografiche con l'ausilio del template Bio e di un bot. L'aggiornamento è periodico e automatico e ricostruisce completamente la pagina. Se manca una persona in questa lista, sei pregato di non aggiungerla, ma accertati piuttosto che la sua voce biografica contenga il template Bio e che i dati anagrafici siano correttamente compilati. Se il template Bio manca, inseriscilo tu stesso o, in alternativa, metti l'avviso {{tmp\|Bio}} che ne segnala la mancanza. Se i dati riportati sono sbagliati, correggi direttamente la voce biografica; le modifiche saranno visibili in questa lista entro pochi giorni. Per chiarimenti vedi il progetto biografie. La lista contiene solo le 27 persone che sono citate nell'enciclopedia e per le quali è stato implementato correttamente il template Bio. Pagina aggiornata al 2 mag 2025. |

- 16 gennaio - Ermanno III di Baden, nobile tedesco
- 12 marzo - Al-Muqtafi, califfo (n. 1096)
- 18 marzo - Ibn al-Qalanisi, politico e storico siriano
- 2 aprile - Beatrice II di Quedlinburg, badessa tedesca
- 12 maggio - Ottone III di Olomouc, duca
- 16 maggio - Ubaldo Baldassini, vescovo cattolico e santo italiano (n. 1084)
- 18 maggio - Erik IX di Svezia, re (n. 1120)
- 24 giugno - Arnoldo di Selenhofen, arcivescovo cattolico tedesco
- 25 giugno - Giovanni di Spagna, religioso e monaco cristiano spagnolo (n. 1123)
- 22 luglio - Al-Fa'iz bi-nasr Allah, imam e califfo (n. 1149)
- 31 luglio - Elena di Skövde, santa svedese
- 2 ottobre - Ibn Quzmān, poeta arabo (n. 1078)
- 3 ottobre - Adalgotto di Coira, vescovo cattolico svizzero
- 10 novembre - Maione da Bari, funzionario longobardo (n. 1115)
- Costanza di Castiglia, regina francese
- Enrico di Huntingdon, storico e religioso inglese (n. 1080)
- Giovanni di Pečers'k, monaco cristiano ucraino
- Ugo Primate, poeta francese
- Llywarch Llaety, poeta gallese
- Pietro Lombardo, teologo e vescovo italiano (n. 1100)
- Madog ap Maredudd, principe gallese
- Matteo I di Montmorency, nobile francese
- Niklot, sovrano obodrita (n. 1090)
- Raymond du Puy de Provence, condottiero francese (n. 1083)
- Sofia di Winzenburg, nobile tedesca (n. 1105)
- Gerardo III d'Armagnac, nobile francese
- William fitz Alan, nobile inglese (n. 1105)